# 진보대통합
진보대통합 (進步大統合)은 2011년 대한민국의 진보정당 내부의 통합 논의 과정이다. 원래 진보대통합은 민주노동당, 진보신당, 사회당을 중심으로 논의되기 시작됐으나, 논의 도중 사회당이 진보대통합에서 이탈하였고, 대신 국민참여당이 진보대통합 논의에 참여하였다. 이에 국민참여당에 비판적인 입장인 진보신당 역시 진보대통합에서 이탈했으나, 심상정, 노회찬을 중심으로 한 진보신당 탈당파(새진보통합연대)가 진보대통합 대열에 남아 통합진보당의 한 축이 됐다. 통합진보당 출범 이후 진보신당 독자파와 사회당은 합당을 의결했다.(진보소통합)

## 진행과정
- 2011년 1월 20일 : 민주노동당, 진보신당, 사회당과 민주노총은 국회에서 '진보정치대통합과 새로운 진보정당 건설을 위한 진보진영 대표자 1차 연석회의'를 열고 진보정당 통합을 논의했다.

- 2011년 3월 27일 : 진보신당 당대회에서 민주노동당이 추진중인 야권연대에 비판적인 입장이 등장했다. 또한 민주노동당과의 선통합보다 사회당, 노동운동 진영과의 선통합 입장이 제출됐다.

- 2011년 3월 30일 : 민주노동당이 당내에서 진보대통합을 강하게 주장했던 강기갑을 진보정치대통합추진위원회 공동위원장으로 선임했다.

- 2011년 4월 6일 : 진보신당이 노회찬을 새로운진보정당건설을위한추진위원회 위원장으로 임명했다.

- 2011년 4월 20일 : 훗날 통합진보당 비례대표 의원이 되는 박원석 등이 시민운동 차원에서 진보대통합을 주장하는 '진보의 합창' 운동을 시작했다.

- 2011년 4월 29일 : 3차 연석회의에서 사회당 측이 이견을 보이며 회의장에서 퇴장했으며, 이날 회의의 합의문 도출은 이뤄지지 않았다.

- 2011년 5월 8일 : 4차 연석회의에서 3번째 합의문이 발표됐다. 진보대통합 최종 합의 시한은 5월 말까지였다.

- 2011년 5월 16일 : 민주노동당, 진보신당의 전직 대표인 권영길, 강기갑, 노회찬, 심상정 등이 '진보의 합창' 행사에 참여해 진보대통합의 필요성을 역설했다.

- 2011년 6월 1일 : 밤샘 회의 끝에 연석회의 최종합의문이 통과됐다. 하지만 사회당은 여기에 참여하지 않았다. 연석회의 내에 뜨거운 쟁점이었던 북한 관련 항목은 "6.15 정신에 따라 북의 체제를 인정하고, ‘북의 권력 승계 문제는 국민 정서에서 이해하기 어려우며 비판적 입장을 밝혀야 한다’는 견해를 존중한다"는 문구로 합의됐다.

- 2011년 6월 7일 : 유시민 국민참여당 대표가 진보대통합 참여 의사를 밝혔다. 이튿날 이정희 민노당 대표는 참여당이 연석회의 합의문에 찬성하면 진보대통합에 참여할 수 있다고 밝힌 반면, 조승수 진보신당 대표는 참여당의 과거 신자유주의 정책에 대한 성찰을 강조했다.

- 2011년 6월 19일 : 민주노동당이 당대회에서 연석회의 최종합의문을 승인했다. 또한 민노당은 '사회주의의 이상과 원칙을 계승 발전한다'는 문구를 삭제한 강령개정안을 600명 중 422명의 찬성으로 통과시켰다.

- 2011년 6월 27일 : 진보신당이 임시 당대의원대회에서 민노당과의 합당 결정 여부를 8월로 미뤘다.

- 2011년 8월 27일 : 민노당, 진보신당, 민주노총은 연석회의 최종합의문에 따라 '새로운통합진보정당추진위원회' 구성을 발표했다.

- 2011년 9월 4일 : 진보신당 대의원대회에서 진보통합정당에 대한 찬성의견이 54.14%를 기록했다. 이는 가결 정족수인 2/3을 넘지 못한 것이었다. 대의원대회 부결의 주요 원인으로는 국민참여당의 진보대통합 참여 여부인 것으로 보인다.

- 2011년 9월 21일 : 권영길, 강기갑, 천영세 전 민주노동당 대표단은 국민참여당의 진보대통합을 반대하는 기자회견을 열었다. 반면 이정희 대표는 참여당과의 통합 찬성 의견을 밝혔다.

- 2011년 9월 23일 : 노회찬, 심상정이 진보신당 대의원대회 결정과 달리 통합진보정당 건설을 주장하며 탈당했다.

- 2011년 9월 25일 : 민주노동당 당대회에서 참여당과의 통합 의견이 64.6%의 지지를 받았다. 하지만 의결정족수인 2/3에 미치지 못해 부결됐다. 이날 당대회에서 김영훈 민주노총 위원장과 권영길 원내대표는 참여당과의 통합에 반대하는 발언을 했다.

- 2011년 10월 6일 : 조승수 진보신당 대표가 탈당해 진보신당 탈당파 모임인 새진보통합연대에 합류했다.

- 2011년 10월 11일 : 서울시장 재선거에 나선 박원순 선거대책위원회 발족식에 민주노동당을 제외한 민주당, 국민참여당, 진보신당, 진보신당 탈당파 등이 모두 참여했다.

- 2011년 11월 20일 : 민주노동당, 국민참여당, 새진보통합연대가 통합을 선언했다.

- 2011년 12월 5일 : 통합정당 수임기관 합동회의에서 당명이 '통합진보당'으로 결정됐다. 이 회의에서 각 당 대표인 이정희, 유시민, 심상정이 공동대표, 강기갑이 원내대표를 맡기로 결정됐다.

- 2012년 2월 7일 : 진보신당과 사회당이 합당을 결정했다. 진보신당 대표인 홍세화가 상임대표, 사회당 대표인 안효상이 공동대표를 맡기로 했다.

- 2012년 4월 11일 : 2012년 대한민국 총선에서 통합진보당은 13석을 획득한 반면, 진보신당은 0석을 획득해 해산됐다.

- 2012년 5월 12일 : 통합진보당 내부에서의 부정경선 논란이 중앙위 폭력사태를 빚었다. 통합진보당 부정 경선 사건 참고.

- 2012년 10월 7일 : 통합진보당 비주류인 민노계 인천연합, 참여계, 통합연대가 진보정의당 창당을 시사했다.

- 2012년 12월 19일 : 2012년 대한민국 대통령 선거에서 진보정의당은 심상정을, 통합진보당은 이정희를 대선 후보로 내세웠으나 모두 중도에 사퇴했다. 진보신당은 자체 후보를 내지 않았다.

## 참고자료
- 진보대통합과 진보대절망...부끄러운 1년 반, 참세상
- '탈당' 택한 조승수, "진보통합 위해 광야로", 오마이뉴스
- 사회당, 진보신당 당명으로 통합 합의, 참세상
- 통진당 탈당파 새 당명 '진보정의당', 뉴시스